# Поліщукове (заповідне урочище)
Поліщуко́ве — заповідне урочище в Україні. Розташоване в межах Сарненського району Рівненської області, на північ від села Кузьмівка. 
Площа 3,8 га. Статус надано згідно з рішенням облради № 33 від 28.02.1995 року. Перебуває у віданні ДП «Березнівський лісгосп» (Кузьмівське л-во, кв. 47, вид. 17). 
Статус присвоєно для збереження ділянки лісу, де було виявлено гніздування лелеки чорного, виду, занесеного до Червоної книги України. 